# Aeroportul Sambailo
Aeroportul Sambailo (IATA: SBI, ICAO: GUSB) este un aeroport din Regiunea Boké, Guineea ce deservește zona Koundara⁠(d).
Situat la o altitudine de 90 m, aeroportul dispune de o singură pistă.